# Geraint Thomas
Geraint Thomas (Cardiff, 1986. május 25. –)  brit profi kerékpáros.

## Sikerei
| 2010 - Tour de France - 5., prológ - 2., 3. szakasz - 10., 19. szakasz 2011 - Tour de France - 6., 1. szakasz - 5., 5. szakasz - 9., 10. szakasz 2016 - Párizs–Nizza-kerékpárverseny - Tour Győztes - 2., 6. szakasz | 2017 - Tour de France - 1., 1. szakasz 2018 - Tour de France - 1., 11. szakasz - 1., 12. szakasz - 3., 17. szakasz |